# Sandra Schmid
Sandra Louise Schmid (nacida el 7 de marzo de 1958 en Vancouver, Columbia Británica) es una bióloga celular canadiense y Dotada Cecil H. Green, distinguida presidenta en biología celular y molecular en el departamento de biología celular del Centro Médico de la Universidad de Texas Southwestern y Presidenta del Departamento de Biología Celular del Instituto de Investigación Scripps (TSRI).  Tiene más de 105 publicaciones y actualmente estudia el mecanismo molecular y regulación de la endocitosis mediada por clatrina y la estructura y función de la dinamina GTPasa y los mecanismos que rigen la fisión de la membrana. Fue la primera en identificar el papel clave de la dinina en la endocitosis.  Es cofundadora de la revista Traffic y editora en jefe de Biología Molecular de la Célula, y se ha desempeñado como Presidenta de la Sociedad Americana de Biología Celular.

## Biografía
Schmid nació el 7 de marzo de 1958 en Vancouver, Columbia Británica, Canadá. Le da crédito a su padre, un profesor de ciencias de escuela secundaria, y su experiencia escolar única por su interés en la ciencia. Se inscribió en un programa para estudiantes superdotados en el que los maestros rechazaban los libros de texto y los estudiantes tenían el desafío de pensar críticamente.
Se graduó de la escuela secundaria como la mejor estudiante de su clase. Recibió una licenciatura en ciencias grado en biología celular de la Universidad de British Columbia en 1980 y recibió una beca de investigación médica universitaria mientras estaba allí.  Obtuvo un doctorado en bioquímica de la Universidad de Stanford en 1985 bajo la tutoría del dr. James E. Rothman.  En 2009, obtuvo una maestría en ciencias en Liderazgo Ejecutivo de la Escuela de Negocios de la Universidad de San Diego.

## Posiciones de investigación pasadas
Después de obtener su doctorado en Stanford, trabajó como becaria postdoctoral en el Departamento de Biología Celular en la Universidad de Yale desde 1985 a 1988, trabajando en el laboratorio de Ira Mellman.  Allí, ayudó a desarrollar técnicas para aislar endosomas, que Mellman y sus colegas habían descubierto y nombrado recientemente.  De 1988 a 1994, fue miembro asistente del Departamento de Biología Celular en TSRI y en 1994 fue promovida a miembro asociada.  En 1996, se convirtió en profesora asociada con permanencia en TSRI, y en 2000 obtuvo el título de profesora.  En el 2000, se convirtió en Presidenta del Departamento de Biología Celular en TSRI. En 2012 fue nombrada presidenta del Departamento de Biología Celular en el Centro Médico Southwestern de la Universidad de Texas.

## Premios y honores
En 1976, fue galardonada con la Beca Provincial de Columbia Británica y el Premio Ciudadano Cívico Estudiantil de Vancouver. Fue becaria postdoctoral Helen Hay Whitney en la Universidad de Yale desde 1985 hasta 1987. En 1990, recibió un Premio de Reconocimiento de Carrera Junior de la Sociedad Americana de Biología Celular, y en 1994 recibió el Premio American Heart Established Investigator.  Desde el 2000 hasta el 2010 recibió un Premio NIH MERIT.  En 2002, ganó el Premio Athena Pinnacle de la Universidad de California en Biotecnología. En 2006, fue elegida miembro de la Asociación Americana para el Avance de la Ciencia.  En 2009 recibió el Premio William C. Rose de la Sociedad Americana de Bioquímica y Biología Molecular, y también fue elegida como Presidenta de la Sociedad Americana de Biología Celular.

## Vida personal
Schmid se casó con Bill Balch en 1984.  En 1986, ambos tomaron trabajos en el departamento de biología celular en TSRI. Tienen dos hijos. En su tiempo libre, le gusta ver fútbol profesional y hacer viajes en familia.